# Tom Wood (író)
Tom Wood (Burton upon Trent, 1978 –) brit író, aki elsősorban thriller regényeket ír.
Tom Wood a közép-angliai, Staffordshire megyében fekvő Burton Upon Trentben született. Jelenleg Londonban él. 

## Művei
Kötetei magyarul az Európa Könyvkiadónál jelentek meg.

### Victor, a bérgyilkos sorozat
Victor, a szerző leírása szerint, egy profi szabadúszó bérgyilkos. Nagyon titokzatos karakter, az igazi neve, eredete és múltja jórészt ismeretlen.
| Magyar kiadás    | Magyar kiadás | Magyar kiadás | Magyar kiadás      | Magyar kiadás   | Eredeti kiadás | Eredeti kiadás                | Eredeti kiadás     | Eredeti kiadás |
| Időrendi Sorrend | Megjelent     | Cím           | ISBN               | Fordította      | Megjelent      | Cím                           | ISBN               | Szerző         |
| ---------------- | ------------- | ------------- | ------------------ | --------------- | -------------- | ----------------------------- | ------------------ | -------------- |
| 1                | 2012          | A bérgyilkos  | ISBN 9789630794923 | Bajnóczy Zoltán | 2010           | The Hunter (The Killer)       | ISBN 0-312-55804-X | Tom Wood       |
| 2                | 2013          | Az ellenség   | ISBN 9789630796040 | Komáromy Rudolf | 2011           | The Enemy                     | ISBN 0-751-54535-X | Tom Wood       |
| 3                | 2016          | A játszma     | ISBN 9789634055105 | Uram Tamás      | 2013           | The Game                      | ISBN 0-751-54916-9 | Tom Wood       |
| 4                |               |               |                    |                 | 2014           | Better Off Dead (No Tomorrow) | ISBN 0-751-54918-5 | Tom Wood       |
| 5                |               |               |                    |                 | 2015           | The Darkest Day               | ISBN 0-751-55603-3 | Tom Wood       |
| 6                |               |               |                    |                 | 2016           | A Time To Die                 | ISBN 0-751-55599-1 | Tom Wood       |

Jelentések szerint Tom Wood aláírt egy új szerződést a Berkley Publishing Grouppal (a Penguin Books kiadója), amely az olvasók számára még legalább két regényt garantál 2016 után.
A szerző legelső könyvének, A bérgyilkosnak a megfilmesítési jogát a Studiocanal szerezte meg.

## Fordítás
- Ez a szócikk részben vagy egészben  a   Tom Wood (author) című angol Wikipédia-szócikk ezen változatának fordításán alapul.  Az eredeti cikk szerkesztőit annak laptörténete sorolja fel. Ez a jelzés csupán a megfogalmazás eredetét és a szerzői jogokat jelzi, nem szolgál a cikkben szereplő információk forrásmegjelöléseként.